# Elymnias nelsoni
Elymnias nelsoni är en fjärilsart som beskrevs av Corbet 1942. Elymnias nelsoni ingår i släktet Elymnias och familjen praktfjärilar. Inga underarter finns listade i Catalogue of Life.